# Brooksville, Florida
Brooksville är en stad (city) i Hernando County, i delstaten Florida, USA. Enligt United States Census Bureau har staden en folkmängd på 7 735 invånare (2011) och en landarea på 28,1 km². Brooksville är huvudort i Hernando County.

## Kända personer från Brooksville
- John Capel, friidrottare
- Bill McCollum, politiker